# Dům na Malém náměstí čp. 3 (Hradec Králové)
Dům na Malém náměstí čp. 3 (též rodný dům Josefa Beka) je dvoupatrový řadový obytný dům v jižní frontě Malého náměstí v Hradci Králové.

## Historie

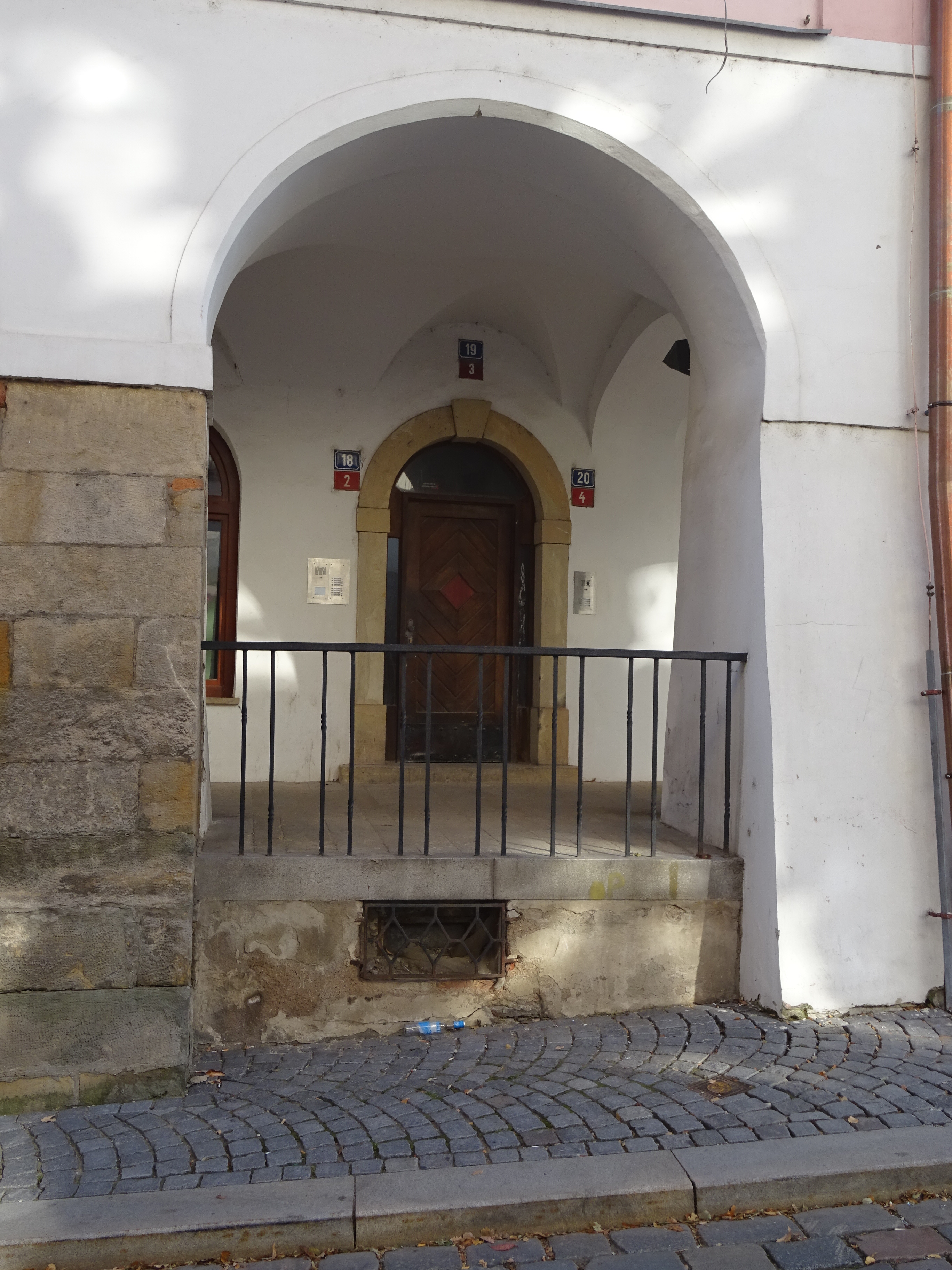
Kamenný portál s klenákem

Dům prošel složitým stavebním vývojem, jehož počátky je možné hledat už v gotice. V 60. letech 20. století nicméně došlo k zásadní přestavbě domu, která významně proměnila jeho interiér (přebudovány byly všechny prostory včetně sklepů) i exteriér (např. nová okna). V roce 1964 byl dům zapsán na seznam kulturních památek, předmětem památkové ochrany je ale v podstatě pouze fasáda domu směřující do Malého náměstí.

## Architektura
Dům je situován při ústí Mýtské ulice do Malého náměstí, kde zakončuje jižní frontu domu s podloubími. Renesanční podsíň pod podloubím je valeně klenutá s trojbokými výsečemi. Na fasádě zaujmou především kamenné opěrné pilíře podloubí a také dva klasicistní kamenné portály s klenáky. Přízemí domu je vůči okolnímu terénu zvýšeno a propojení s Mýtskou ulicí je realizováno pomocí kamenných schodů. Okna v patrech jsou lemována plochou šambránou, dále je fasáda zdobena kordonovou římsou a lizénovým rámem. Omítka je provedena v odstínech růžové.

## Rodný dům Josefa Beka

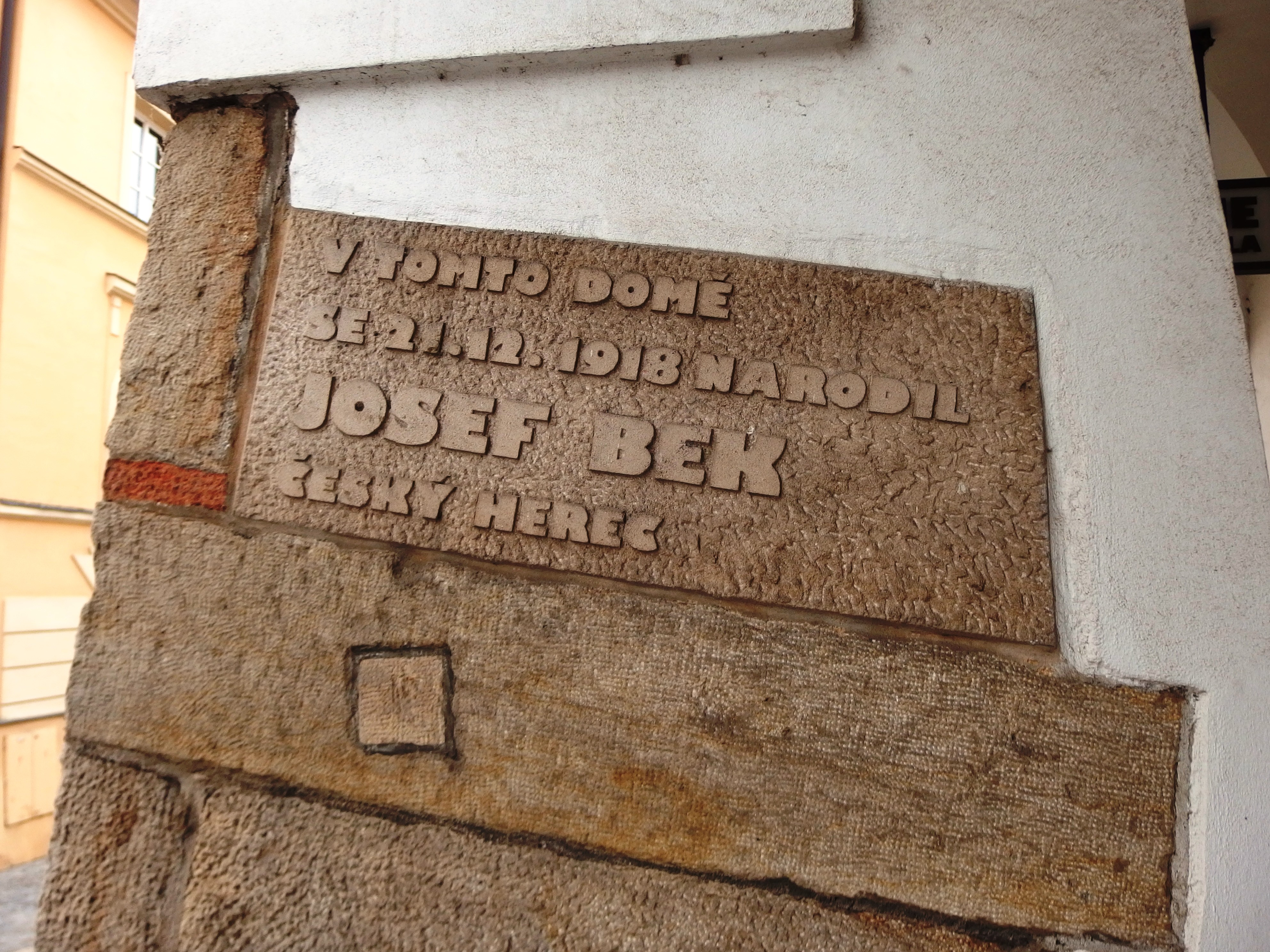

Pískovcová pamětní deska na boku jednoho z pilířů podloubí upozorňuje, že se v tomto domě 21. prosince 1918 narodil český herec Josef Bek. Ten žil v Hradci Králové až do roku 1942 a na královéhradeckém hřbitově v Pouchově je také pochován. Ve čtvrti Plotiště je po něm pojmenována Bekova ulice.